# Koxinga

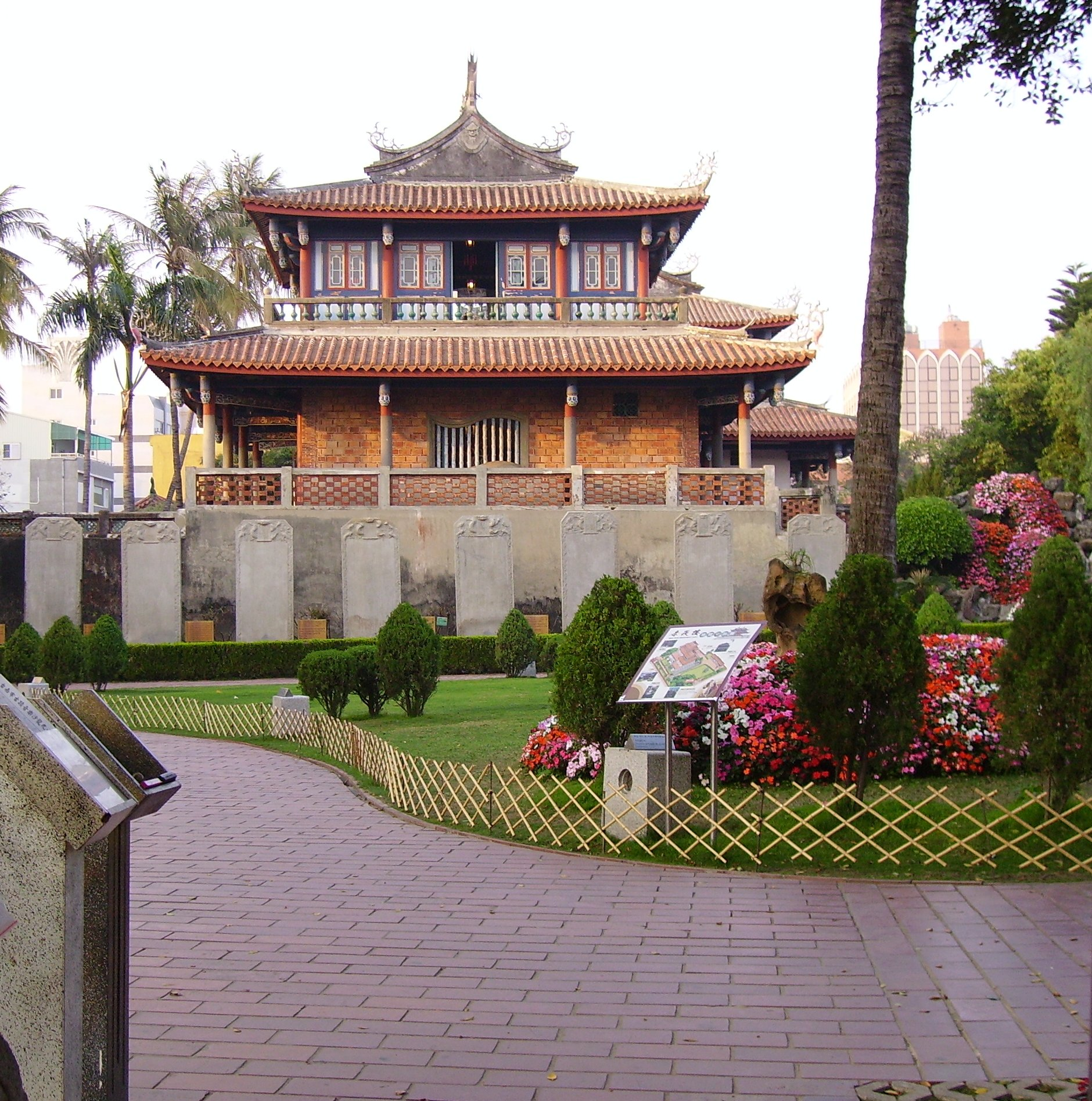
Quarter General de Koxinga

 Koxinga  (Hirado, Japó, 1624-Taiwan, 1662), va ser un cap militar de la dinastia Ming. El nom Koxinga (国姓爷,  Guóxìngyé ) és l'occidentalització d'un sobrenom seu, però el seu veritable nom és  Zheng Chénggōng  (郑成功).
Quan els Holandesos (que van dominar Taiwan del 1624 al 1662), van començar a cometre abusos contra la tribu hoklo de l'illa, la tribu es va aixecar en armes. Va destruir la missió del Sant Nen de Tamsui i les fortaleses del Castell i Santo Domingo de Taipei. Koxinga va aconseguir obtenir el control d'una part de l'illa, formant el regne de Tungning. Va deixar sense aliments els colons de la ciutat de Santiago Jilong (igual que va fer Ayapin en Sinaloa), aconseguint així que els espanyols abandonessin Taiwan. No obstant això, el 1656, els holandesos van tornar a ocupar Taiwan. El 1661, va entrar en Luermen amb un exèrcit de mil homes, va destruir Fort Zeelanden i va obligar el general Frederick Coyett a signar la rendició.Després, els holandesos van abandonar Taiwan. Aquell mateix any, Koxinga va contraure el paludisme i va morir l'any següent. El va succeir el seu fill, Zheng Jing.